# Alicia Ortuño
Alicia Ortuño es una extenista profesional nacida el 2 de mayo de 1976 en España.
La tenista española ganó 30 títulos del circuito challenger, 6 en individuales y 24 en dobles, y 1 del circuito profesional WTA, en dobles, disciplina en la que más destacó.

## Títulos (1; 0+1)

### Individuales (0)
| Leyenda                    |
| Grand Slam (0)             |
| WTA Tour Championships (0) |
| Tier I (0)                 |
| WTA Tour (0)               |

### Dobles (1)
| Leyenda                    |
| Grand Slam (0)             |
| WTA Tour Championships (0) |
| Tier I (0)                 |
| WTA Tour (1)               |

| N.º | Fecha               | Torneo  | Superficie    | Pareja           | Oponentes en la final   | Resultado      |
| --- | ------------------- | ------- | ------------- | ---------------- | ----------------------- | -------------- |
| 1.  | 17 de abril de 1999 | Estoril | Tierra batida | Cristina Torrens | Anna Foldenyi Rita Kuti | 7-6(4) 3-6 6-3 |